# Lista punctelor de trecere a frontierei din România
Aceasta este o listă a punctelor de trecere a frontierei din România. Punctele  sunt prezentate în ordine alfabetică și sunt însoțite de unele informații specifice (șeful punctului, regimul de transport, statul spre care se efectuează tecerea sau punctul corespondent din statul vecin). 

## Puncte de trecere a frontierei
Ultima actualizare a listei a fost realizată la data de 4 august 2023
| Punct                                              | Localizare                  | Șef punct                                                                     | Trecere în | Corespondent                       | Regim de transport      |
| -------------------------------------------------- | --------------------------- | ----------------------------------------------------------------------------- | --- | ---------------------------------- | ----------------------- |
| Albița                                             | Județul Vaslui              | Comisar sef Victor Mariniuc                                                   | Republica Moldova | Punctul Leușeni                    | Rutier                  |
| Aeroportul Internațional Arad                      | Județul Arad                | Comisar Marius Moldovan                                                       | Italia Spania Germania |                                    | Aeroportuar             |
| Aeroportul Internațional Aurel Vlaicu              | București                   | Subcomisar Lucian Guiu                                                        | Spania Italia Franța Turcia Germania Țările de Jos Grecia Slovacia Malta |                                    | Aeroportuar             |
| Aeroportul Internațional Bacău                     | Județul Bacău               | Inspector Constantin Abram-Ionescu                                            | Germania Italia |                                    | Aeroportuar             |
| Bechet                                             | Județul Dolj                | Subcomisar Ștefan Văduva                                                      | Bulgaria | Punctul Rahova (Orjahovo)          | Portuar                 |
| Borș                                               | Județul Bihor               | Comisar Dorin Popa                                                            | Ungaria | Punctul Ártánd                     | Rutier                  |
| Aeroportul Internațional Brașov-Ghimbav            | Județul Brașov              | ?                                                                             | Belgia · Germania · Grecia · Italia · Regatul Unit · Spania · Turcia |                                    | Aeroportuar             |
| Brăila                                             | Județul Brăila              | Inspector Leonte Chirilă                                                      | Apele internaționale |                                    | Portuar                 |
| Bumbăta, Vaslui                                    | Județul Vaslui              | -                                                                             | Republica Moldova | Leova                              | Rutier pe ponton        |
| Calafat                                            | Județul Dolj                | Subcomisar Constantin Girgel                                                  | Bulgaria | Punctul Vidin Apele internaționale | Portuar Rutier Feroviar |
| Călărași                                           | Județul Călărași            | Subinspector Corina Popescu                                                   | Bulgaria | Punctul Silistra                   | Portuar Rutier (bac)    |
| Capul Midia                                        | Județul Constanța           | Subcomisar Benai Sali                                                         | Apele internaționale |                                    | Portuar                 |
| Carei                                              | Județul Satu Mare           | Comisar șef Maxim Vasile Daniel                                               | Ungaria | Punctul Vallaj                     | Feroviar                |
| Câmpulung la Tisa                                  | Județul Maramureș           | Inspector Laurențiu Batin                                                     | Ucraina | Punctul Teresova                   | Feroviar                |
| Cenad                                              | Județul Timiș               | Comisar șef Gheorghe Ciobanu                                                  | Ungaria | Punctul Kiszombor                  | Rutier                  |
| Cernavodă                                          | Județul Constanța           | Inspector Petre Iulian Catalin                                                | Apele internaționale |                                    | Portuar                 |
| Aeroportul Internațional Cluj                      | Județul Cluj                | Subcomisar Vasile Rus                                                         | Italia Grecia Spania Ungaria Germania Anglia Austria |                                    | Aeroportuar             |
| Constanța                                          | Județul Constanța           | Subcomisar Ion Burciu                                                         | Apele internaționale |                                    | Portuar                 |
| Constanța Sud                                      | Agigea                      | Subcomisar Cătălin Preda                                                      | Apele internaționale |                                    | Portuar                 |
| Corabia                                            | Județul Olt                 | Subcomisar Cristian Golea                                                     | Bulgaria | Punctul Măgura                     | Portuar                 |
| Aeroportul Internațional Craiova                   | Județul Dolj                | Subcomisar Nicolae Dumitrică                                                  | Italia Grecia Germania |                                    | Aeroportuar             |
| Curtici                                            | Județul Arad                | Comisar Dan Bogza                                                             | Ungaria | Punctul Lőkösháza                  | Feroviar                |
| Drobeta Turnu Severin                              | Județul Mehedinți           | Comisar șef Ion Trușcă                                                        | Apele internaționale |                                    | Portuar                 |
| Episcopia Bihor                                    | Județul Bihor               | Comisar Dan Cristea                                                           | Ungaria | Punctul Biharkeresztes             | Feroviar                |
| Fălciu                                             | Județul Vaslui              | Inspector principal Alin Cosniță                                              | Republica Moldova | Punctul Stoianovca                 | Feroviar                |
| Galați                                             | Județul Galați              | Inspector șef Didel Badarau Subcomisar Valeriu Pintilie Comisar Aurel Panaite | Republica Moldova · Apele · internaționale | Punctul Giurgiulești               | Rutier Feroviar Portuar |
| Giurgiu                                            | Județul Giurgiu             | Comisar Mirel Ionete                                                          | Bulgaria | Punctul Ruse                       | Rutier Feroviar         |
| Aeroportul Internațional Henri Coandă              | Otopeni                     | Comisar șef Dumitru Haralambie                                                | Țările de Jos · Ungaria · Italia · Germania · Franța · Belgia · Anglia · Turcia · Spania · Austria · Grecia · Egipt · Statele Unite ale Americii · Republica Moldova · Danemarca · Elveția · Polonia · Cehia · Bulgaria · Israel · Finlanda · Cipru |                                    | Aeroportuar             |
| Aeroportul Internațional Iași                      | Județul Iași                | Inspector principal Gabriel Calenciuc                                         | Anglia Austria Irlanda Israel Italia |                                    | Aeroportuar             |
| Jimbolia                                           | Județul Timiș               | Comisar Ioan Marica                                                           | Serbia | Punctul Kikinda Crinja             | Rutier Feroviar         |
| Halmeu                                             | Județul Satu Mare           |                                                                               | Ucraina | Diakove                            | Rutier                  |
| Isaccea                                            | Județul Tulcea              |                                                                               | Ucraina | Orlovka                            | Portuar                 |
| Lipnița                                            | Județul Constanța           |                                                                               | Bulgaria | Punctul Kainargea                  | Rutier                  |
| Mangalia                                           | Județul Constanța           | Inspector Principal de politie Cosmin-Alexandru NICOLIN                       | Apele internaționale |                                    | Portuar                 |
| Aeroportul Internațional Mihail Kogălniceanu       | Județul Constanța           | Comisar Neculai Vlad Soroceanu                                                | Italia · Germania · Republica Moldova |                                    | Aeroportuar             |
| Moldova Veche                                      | Județul Caraș-Severin       | -                                                                             | Serbia | Punctul Gerdap                     | Portuar                 |
| Naidăș                                             | Județul Caraș-Severin       | Inspector principal Cezar Bertea                                              | Serbia | Punctul Kalugerovo                 | Rutier                  |
| Nădlac                                             | Județul Arad                | Comisar sef Cosmin Mihail Boldiș                                              | Ungaria | Punctul Nagylak                    | Rutier                  |
| Nicolina                                           | Iași                        | Inspector principal Gigi Grămadă                                              | Republica Moldova | Punctul Ungheni                    | Feroviar                |
| Oancea                                             | Județul Galați              | Subcomisar George Secuianu                                                    | Republica Moldova | Punctul Cahul                      | Rutier                  |
| Oltenița                                           | Județul Călărași            | Subinspector Costel Cazan                                                     | Bulgaria | Punctul Turtucaia (Tutrakan)       | Portuar                 |
| Aeroportul Internațional Oradea                    | Județul Bihor               | Comisar șef Sorin Cotău                                                       | Italia Germania Franța Grecia |                                    | Aeroportuar             |
| Orșova                                             | Județul Mehedinți           | Subcomisar Lian Birtoiu                                                       | Serbia |                                    | Portuar                 |
| Ostrov                                             | Județul Constanța           | Inspector principal Ion Bancu                                                 | Bulgaria | Punctul Silistra                   | Portuar                 |
| Petea                                              | Județul Satu Mare           | Subcomisar Adiel Babici                                                       | Ungaria | Punctul Csengersima                | Rutier                  |
| Porțile de Fier I                                  | Gura Văii Județul Mehedinți | Comisar șef Florea Meche                                                      | Serbia | Punctul Djerdap I                  | Rutier                  |
| Porțile de Fier II                                 | Județul Mehedinți           | Subcomisar Ion Murdarea                                                       | Serbia | Punctul Djerdap II                 | Rutier                  |
| Racovăț                                            | Județul Botoșani            | [[@##                                                                         | Ucraina | Probotești                         | Rutier                  |
| Salonta                                            | Județul Bihor               | Comisar Vasile Mihuț                                                          | Ungaria | Punctul Méhkerék                   | Rutier Feroviar         |
| Aeroportul Internațional Satu Mare                 | Satu Mare                   | Comisar Gheorghe Dănescu                                                      | Italia · Franța Grecia · Ucraina · Republica Moldova |                                    | Aeroportuar             |
| Săcuieni                                           | Județul Bihor               | Comisar șef Corneliu Lincar                                                   | Ungaria | Punctul Letavertes                 | Rutier                  |
| Sculeni                                            | Județul Iași                | Subcomisar Leonardo Melinte                                                   | Republica Moldova | Punctul Sculeni                    | Rutier                  |
| Aeroportul Internațional Sibiu                     | Sibiu                       | Subcomisar Florin Tămășel                                                     | Austria Germania Italia Turcia |                                    | Aeroportuar             |
| Sighetu Marmației                                  | Județul Maramureș           | Subinspector Adrian Pop                                                       | Ucraina | Punctul Solotvino                  | Rutier                  |
| Siret                                              | Județul Suceava             | -                                                                             | Ucraina | Punctul Porubne                    | Rutier                  |
| Stamora-Moravița                                   | Moravița, Timiș             | Comisar Doru Magdalin                                                         | Serbia | Punctul Varsac Vatin               | Rutier Feroviar         |
| Stânca                                             | Județul Botoșani            | Subcomisar Daniel Cristian Corban                                             | Republica Moldova | Punctul Costești                   | Rutier                  |
| Aeroportul Internațional Suceava                   | Suceava                     | Inspector Cezar Deleanu                                                       | Grecia · Spania · Belgia · Liban · Iordania · Ungaria · Turcia · Austria · Polonia · Israel · Egipt |                                    | Aeroportuar             |
| Sulina                                             | Județul Tulcea              | Subinspector Ana Antonescu                                                    | Apele internaționale |                                    | Portuar                 |
| Aeroportul Internațional Transilvania, Târgu Mureș | Târgu Mureș                 | Subcomisar Aurel Sand                                                         | Ungaria · Finlanda · Danemarca · Cehia · Germania |                                    | Aeroportuar             |
| Aeroportul Internațional Traian Vuia               | Giarmata, Timiș             | Comisar Călin Popa                                                            | Grecia · Italia · Germania · Ucraina · Republica Moldova · Austria |                                    | Aeroportuar             |
| Tulcea                                             | Județul Tulcea              | Subcomisar Gabriel Agighioleanu                                               | Ucraina | Punctul Ismail                     | Portuar                 |
| Turnu                                              | Județul Arad                | Inspector Suciu Dan                                                           | Ungaria | Punctul Battonya                   | Rutier                  |
| Turnu Măgurele                                     | Județul Teleorman           | Inspector principal Alin Crețu                                                | Bulgaria | Punctul Nicopole                   | Portuar                 |
| Urziceni                                           | Județul Satu Mare           | Subinspector Nicolae Timofi                                                   | Ungaria | Punctul Vallaj                     | Rutier                  |
| Valea lui Mihai                                    | Județul Bihor               | Comisar șef Gheorghe Tirpea                                                   | Ungaria | Punctul Nyírábrány                 | Rutier                  |
| Vama Veche                                         | Județul Constanța           | Comisar Sef BUNEA FLORIN                                                      | Bulgaria | Punctul Durankulak                 | Rutier                  |
| Valea Vișeului                                     | Județul Maramureș           | -                                                                             | Ucraina | Punctul Trebușeni (Dilove)         | Rutier - feroviar       |
| Vărșand                                            | Județul Arad                | Comisar Călin Aurel Olariu                                                    | Ungaria | Punctul Gyula                      | Rutier                  |
| Vicșani                                            | Județul Suceava             | Comisar șef Doru Cucuruzac                                                    | Ucraina | Punctul Vadu Siret                 | Feroviar                |
| Vicovu de Sus                                      | Județul Suceava             | -                                                                             | Ucraina | Punctul Crasna                     | Rutier                  |
| Vladimirescu                                       | Județul Arad                | Comisar Ovidiu Dorel Câmpean                                                  | Ungaria | Punctul Lőkösháza                  | Feroviar                |
| Zimnicea                                           | Județul Teleorman           | Comisar șef Relu Vasilică                                                     | Bulgaria | Punctul Sviștov                    | Portuar                 |